# Старик и море (мультфильм)
«Старик и море» — мультипликационный фильм режиссёра Александра Петрова по одноимённой повести Эрнеста Хемингуэя.

## Сюжет
Фабула фильма — история дружбы между маленьким деревенским мальчишкой и старым рыбаком. Старик, сильный и гордый человек, не может смириться с неумолимым течением времени, отнимающим физические силы. Уже много недель он возвращается без улова. Наконец он принимает решение — уйти за добычей далеко-далеко в море и без улова не возвращаться. Только так старый рыбак может вернуть себе уверенность и самоуважение. Рано утром он прощается со своим маленьким другом, с родным берегом, который видит, возможно, в последний раз, и растворяется в темноте морского тумана. И всё же удача приходит к рыбаку — в его снасти попадается гигантская рыба. Двое суток в море продолжается их поединок, рыба не сдаётся и тянет Сантьяго всё дальше и дальше от берегов в необъятные просторы океана. Но старый рыбак убедил себя в том, что упорство и сила духа — это то, что принесёт ему победу.

## История создания
Александр Петров два с половиной года работал в Монреале (Канада). Там он и создал по повести Эрнеста Хемингуэя картину «Старик и море». Характерной особенностью творчества мультипликатора является техника «ожившей живописи», причём рисует он на стекле масляными красками, и не только кистью, но и пальцами. Также вместе с Петровым в этом японско-канадском проекте был задействован свердловский оператор Сергей Решетников, который и впоследствии работал в паре с Петровым над картиной «Моя любовь» уже в Ярославле.

## Прокат
В 2000 году мультфильм «Старик и море» стал первым в истории анимационным фильмом для кинотеатров большого формата IMAX. Хотя на 70 мм плёнку IMAX ранее был снят мультфильм «More» (1998), «Старик и море» стал первым мультфильмом, показанным в IMAX кинотеатре.
Несколько лет показывать мультфильм в кинотеатрах, не поддерживающих формат IMAX, режиссёру было запрещено. Исключение было сделано лишь для одного показа в Ярославле.

## Премии
В 2000 году «Старик и море», ставший первым в истории анимационным фильмом для кинотеатров большого формата IMAX, был удостоен премии Американской киноакадемии «Оскар». Кроме того, Александр Петров — обладатель многих кинематографических призов, а также лауреат Государственной премии России.
- «Оскар» — лучший анимационный короткометражный фильм (2000)
- «BAFTA» — лучший короткометражный фильм (2000, номинация)
- Государственная премия России
- Фестиваль «Золотая рыбка», Москва
- «Литература и кино» в Гатчине
- Специальный приз фестиваля «Послание к Человеку» (2000)